# Николаевка 2-я (Кемеровская область)
Никола́евка 2-я — село в Мариинском районе Кемеровской области. Административный центр Николаевского сельского поселения.

## География
Центральная часть населённого пункта расположена на высоте 166 м над уровнем моря.

## Население
| 1926 | 2002 | 2010 |
| ---- | ---- | ---- |
| 1191 | ↘559 | ↘518 |

### Половой состав
По данным Всероссийской переписи населения 2010 года, в селе Николаевка 2-я проживало 518 человек (251 мужчина, 267 женщин).